# Syntactic Structures
Syntactic Structures är en bok av den amerikanske lingvisten Noam Chomsky.
I boken förekommer den grammatiska satsen: ”colorless green ideas sleep furiously”. Satsen är meningslös (jmf nonsensical) men fortfarande grammatisk. Enligt Chomsky kan inte konceptet ”grammatisk” identifieras med termer som ”meningsfull” eller ”betydande” i någon semantisk mening. Därför kommer allt letande efter semantiska definitioner av ”grammaticalness” att vara förgäves.